# Panel (bygningsdel)
 For alternative betydninger, se Panel. (Se også artikler, som begynder med Panel)
Et panel er en bygningsbeklædning ofte en vægbeklædning typisk udført i træ. Paneler kan inddeles i fodpanel, halvpanel, helpanel og loftspanel.